# Anaconda (film din 1997)
Anaconda este un film de aventură și de groază din 1997 regizat de Luis Llosa, cu Jennifer Lopez, Ice Cube, Jon Voight, Eric Stoltz, Owen Wilson, Kari Wuhrer și Jonathan Hyde în rolurile principale. Filmul prezintă o echipă de filmare de la National Geographic răpită de un vânător, care este în căutarea unei anaconda gigante descoperită în Pădurea Amazoniană. Deși a primit recenzii negative din partea criticilor, filmul a fost un succes de box office, fiind urmat de trei sequeluri.

## Distribuție
- Jennifer Lopez în rolul lui Terri Flores
- Ice Cube în rolul lui Danny Rich
- Jon Voight în rolul lui Paul Serone
- Owen Wilson în rolul lui Gary Dixon
- Eric Stoltz în rolul lui Dr. Steven Cale
- Kari Wuhrer în rolul lui Denise Kalberg
- Jonathan Hyde în rolul lui Warren Westridge
- Danny Trejo în rolul lui Poacher
- Vincent Castellanos în rolul lui Mateo
- Frank Welker în rolul lui the Anaconda (voce)

## Premii și nominalizări
| Premiu                 | Categorie                    | Subiect                      | Rezultat     |
| ---------------------- | ---------------------------- | ---------------------------- | ------------ |
| Golden Raspberry Award | Worst Picture                | Verna Harrah                 | Nominalizare |
| Golden Raspberry Award | Worst Picture                | Carole Little                | Nominalizare |
| Golden Raspberry Award | Worst Picture                | Leonard Rabinowitz           | Nominalizare |
| Golden Raspberry Award | Worst Director               | Luis Llosa                   | Nominalizare |
| Golden Raspberry Award | Worst Screenplay             | Hans Bauer                   | Nominalizare |
| Golden Raspberry Award | Worst Screenplay             | Jim Cash                     | Nominalizare |
| Golden Raspberry Award | Worst Screenplay             | Jack Epps Jr.                | Nominalizare |
| Golden Raspberry Award | Worst Actor                  | Jon Voight                   | Nominalizare |
| Golden Raspberry Award | Worst Screen Couple          | Jon Voight                   | Nominalizare |
| Golden Raspberry Award | Worst Screen Couple          | The animatronic anaconda     | Nominalizare |
| Golden Raspberry Award | Worst New Star               | The animatronic anaconda     | Nominalizare |
| Saturn Award           | Best Actress                 | Jennifer Lopez               | Nominalizare |
| Saturn Award           | Best Horror or Thriller Film | Best Horror or Thriller Film | Nominalizare |